# Villapinzón (kommun)
Villapinzón är en kommun i Colombia.   Den ligger i departementet Cundinamarca, i den centrala delen av landet, 80 km nordost om huvudstaden Bogotá. Antalet invånare är 16 573.